# Jezerski vrh, Jezersko

Jezerski vrh (1218 m) je gorski prelaz in mednarodni cestni mejni prehod med Slovenijo in Avstrijo v občini Jezersko, ki je bil 20. decembra 2007 z vstopom Slovenije v Schengenski prostor ukinjen.
Jezerski vrh, ki je na geografski meji Karavank in Kamniško-Savinjskih Alp, spada med lažje prevozne cestne prelaze v Alpah, saj je pozimi redko zaprt za promet. Prelaz leži med Pristovškim Storžičem (1759 m) na severu in Zelenim vrhom (1622 m) na vzhodu. Po serpentinasti cesti je od Zgornjega Jezerskega oddaljen 7 km.
Čez prelaz Jezersko je verjetno vodila tovorniška pot že v prazgodovini, skoraj gotovo pa v rimskem času za prometno smer Oglej - Podjuna. V 14. stoletju so tod tovorili Kranjci morsko sol do Železne Kaple (Bad Eisenkappel), nazaj pa železo, volno in žito. Cesta prek Jezerskega vrha je bila od 16. stol. večkrat preurejena, zadnjič 1912. O živahnem prometu preko prelaza in varovanju priča tudi Jenkova kasarna.

## Mejni prehod
Mejni prehod Jezersko (Seebergsattel) je bil mednarodni mejni prehod med Slovenijo in Avstrijo od leta 1991, v preteklosti pa med Jugoslavijo in Avstrijo. Stal je na regionalni cesti R1/210 vse do vstopa Slovenije v schengenski prostor, ko je bil v skladu z 22. čl. Uredbo ES št. 562/2006 Evropskega parlamenta in Sveta z dne 15. marec 2006, v noči iz 20. decembra na 21. december 2007 opuščen.
Nadstrešnica mejnega prehoda je bila lesena in konstrukcijsko vpeta v objekt, ki je služil Policiji in Carini. Na sredini je bila dvojna kabina, ki je stala na otoku, levo in desno sta bila vozna pasova. Zaradi izvedbe objekta, nadstrešnica še ni porušena, ostale naprave, ki so služile mejni kontroli, pa so odstranili. 